# Piggs Peak
Piggs Peak è una città nel nord-ovest dell'eSwatini. È stata fondata intorno al 1884 a seguito della scoperta di giacimenti d'oro, ma oggi la sua maggior risorsa è rappresentata dalla silvicoltura. Vicino a Piggs Peak si trovano le cascate Phophonyane.